# 't Fornuis
Restaurant  't Fornuis is een Belgisch restaurant gevestigd aan de Reynderstraat 24 in Antwerpen. Het is een kwaliteitsrestaurant dat sinds 1986 in het bezit is van een Michelinster.
Het restaurant serveert verfijnde Franse en Belgische gastronomische gerechten, bereid met verse producten. Naast de à-la-cartegerechten heeft het restaurant ook dagaanbiedingen. Deze gerechten worden gemaakt afhankelijk van de dagaanvoer en het seizoen.
Eigenaar en chef-kok van 't Fornuis is Johan Segers.